# David López-Zubero
David López-Zubero Purcell (* 11. února 1959) je bývalý plavec, olympijský medailista. Narodil se a převážně trénoval v USA, na mezinárodních závodech reprezentoval Španělsko, má obojí občanství. Jeho mladším bratrem je Martin López-Zubero, olympijský vítěz z olympiády v Barcelone 1992.

## Sportovní kariéra
Studoval a trénoval na University of Florida v Gainesville. Závodil zejména na motýlkářských tratích, ale také v polohových závodech, účastnil se amerického mistrovství NCAA. Reprezentoval Španělsko na třech olympijských hrách, nejlepšího výsledku dosáhl v roce 1980 v Moskvě, kde vybojoval bronzovou medaili na 100 metrů motýlek. Čtyřikrát zvítězil na Středomořských hrách.